# جلال‌الدوله دیلمی
پیروزخسرو (فیروزخسرو) دیلمی ملقب به جلال‌الدوله و مُکَنّیٰ به ابوطاهر (۹۹۳ یا ۹۹۴ تا ۱۰۴۴ میلادی) پسر بهاءالدوله بین سال‌های ۱۰۲۷ تا ۱۰۴۴ میلادی یا ۴۰۶ تا ۴۲۳ خورشیدی امیر آل بویه بوده‌است.

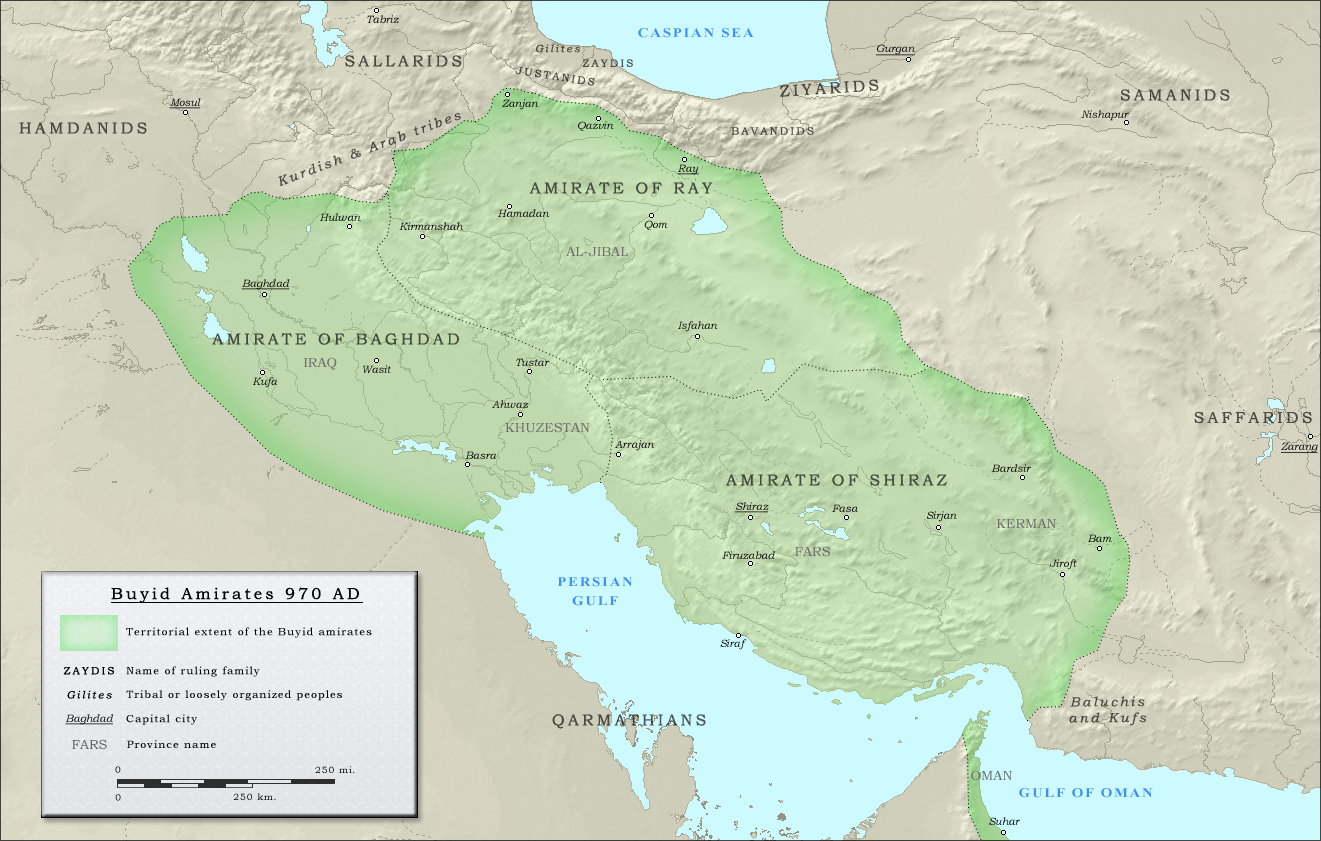
منطقه حکومت

ابوکالیجار با یک حمله بر فارس چیره شد و قوام‌الدوله ابوالفوارس شیردل دیلمی را در نبردی دیگر میان بیضا و استخر درهم شکست. در ۴۱۶ق/۱۰۲۵م، پس از مرگ مشرف‌الدوله (برادر جلال‌الدوله)، در بغداد به نام او را از خطبه بیفکندند و جلال‌الدوله را به حکومت شناختند. ابوکالیجار در ۴۱۹ق/۱۰۲۸م، به هواخواهی از دیلمیان که ترکان بر ایشان تاخته بودند بصره را تصرف کرد. در همان سال پس از مرگ ابوالفوارس بر کرمان نیز چیره شد و سال بعد، از بیم محمود غزنوی، به جلال‌الدوله دست اتحاد داد، ولی جلال‌الدوله در پاسخ به اهواز تاخت و دست به چپاول گشود و سپاه ابوکالیجار را درهم شکست. با این همه، وی به بغداد بازگشت.

## به خلافت رسیدن
پس از مرگ القادر بالله، پسرش ابوجعفر عبدالله، ملقب به القائم بامرالله، جانشین او شد. خلافت القائم، پس از بیعت جلال‌الدولهٔ دیلمی با او، رسمیت یافت. القائم بامرالله نیز سیاست پدر را در بازیابی قدرت خلیفه و تضعیف آل بویه دنبال کرد و در اندام لرزان خلافت عباسی استحکامی پدید آورد، به‌طوری‌که درخواست لقب ملک‌الملوک از جانب جلال‌الدوله دیلمی به استفتاء از فقها موکول گردید. خلیفه برای تحکیم بخشیدن به قدرت خلافت و گریز از ضعف احتمالی، سنجیده‌تر از گذشته عمل کرد. او در جریان اختلاف میان جلال‌الدوله و ابوکالیجار دیلمی، جانب هر دو را رعایت می‌نمود تا در صورت غلبهٔ هر یک از آنان بر دیگری، موقعیت تثبیت شده‌ای داشته باشد. در این زمان به نظر می‌رسد، خلیفه به تدبیر سیاسی دیگری نیز متوسل شده باشد و آن برقراری ارتباط با طغرل سلجوقی بود. از نوشتهٔ ابن اثیر چنین بر می‌آید که خلیفه می‌خواسته اختلاف میان دو امیر دیلمی را به اطلاع طغرل برساند و او را به بغداد دعوت نماید.

## صلح جلال‌الدوله
در ۴۲۲ق/۱۰۳۱م، سلطان مسعود بر کرمان چیره شد. سال بعد ترکانِ بغداد بر جلال‌الدوله شوریدند و خطبه به نام ابوکالیجار کردند، اما وی از رفتن به بغداد امتناع کرد و آن‌ها نیز نام او را از خطبه انداختند. سرانجام در ۴۲۸ق/۱۰۳۷م میان ابوکالیجار و جلال‌الدوله صلح افتاد و خلیفه القائم بامرالله، برای ابوکالیجار خلعت فرستاد. در ۴۳۳ق/۱۰۴۲م، ابوکالیجار عُمان را تصرف کرد.

## معاصران
جلال‌الدوله با ابوکالیجار مرزبان پسر سلطان‌الدوله (۴۳۵-۴۴۰ ه‍.ق.)، مَلِکِ رحیم بویی (۴۴۰-۴۴۷ ه‍.ق.) و سلطان طغرل بیگ (۴۲۹-۴۵۵ ه‍.ق.)، الپ ارسلان (۴۵۵–۴۶۵ ه‍.ق.)، ابو جعفر عبدالله قائم (در سال ۴۲۲ ه‍.ق.) و ملکشاه (۴۶۵–۴۸۵ ه‍.ق.) معاصر بود.

## وفات
جلال‌الدوله دیلمی که از متصلبین شیعه بود، در تاریخ پنجم شعبان المعظم سال ۴۳۵ هجری قمری وفات کرد.